# Cyphura reducta
Cyphura reducta är en fjärilsart som beskrevs av James John Joicey och Talbot. Cyphura reducta ingår i släktet Cyphura och familjen Uraniidae. Inga underarter finns listade i Catalogue of Life.